# 片山瞳
片山 瞳（かたやま ひとみ、1980年9月22日 - ）は、日本の女優である。福岡県出身。身長173cm、血液型O型。オフィス作を経て、ジャングル業務提携（かつては所属）。

## 来歴
1997年、高校生の時にエリートモデルルック'97全国大会に出場する。それを機に、ファッションモデルとしてのキャリアを重ね、東京、パリ、ミラノにて、多くのファッション雑誌の誌面を飾り、ロレックス、ヒステリック・グラマーなどの広告、シャネル、フェンディ、アルマーニなどの多くのファッションショーにて活躍。
写真家、沢渡朔が撮ったポートレートから、映画監督御法川修に見出され、映画『世界はときどき美しい』（2007年）の1エピソードにて、ヒロインを繊細に演じ、女優デビューする。映画、テレビ、舞台と活躍の場を広げ、写真集『私の好きな孤独』（松田美由紀撮影）などの計3冊の写真集を発表。
2012年には『海燕ホテル・ブルー』（若松孝二監督）のヒロインに抜擢。その翌年にロサンゼルスへ活動拠点を移し、2015年帰国。

## 主な出演作品

### 映画
- 世界はときどき美しい（2007年 御法川修監督）-「彼女の好きな孤独」主演
- KARAKURI（2010年 石田肇監督）
- THE THIRD（2010年 山岸謙太郎監督）
- 黒髪 （2010年 諏訪敦彦監督）主演
- 劇場版 神聖かまってちゃん ロックンロールは鳴り止まないっ（2011年 入江悠監督）
- 極道めし （2011年 前田哲監督）
- 探偵はBARにいる （2011年 橋本一監督）
- まほろば（2011年 島田和明監督）主演
- 海燕ホテル・ブルー （2012年 若松孝二監督）ヒロイン
- 千年の愉楽（2013年 若松孝二監督）
- 喰女-クイメ- (2014年 三池崇史監督)
- そして、それが風であることを知った (2014年　半野喜弘監督) 主演
- TOKYO TRIBE (2014年 園子温監督)
- Coffee Or Tea？(2015年 Yongle Wong監督) 主演
- Last White Rose(2015年 Will Norell監督) 主演
- Goodbye Blue Sky trailer (2015年 Lee Rudnik監督) 主演
- 世界の質量(2015年　諏訪敦彦監督) 主演
- Dance on the shore　(2016年　横木安良夫監督) 主演
- その涙、私が食べる（2020年 御法川修監督）主演
- EXHIBIT（2023年 岡本多緒監督）主演

### テレビドラマ
- あしたの、喜多善男〜世界一不運な男の、奇跡の11日間〜（2008年 関西テレビ=フジテレビ系）レギュラー
- 誰も守れない（2009年 フジテレビ）
- 同期（2011年 WOWOWドラマW）
- BSプレミアムドラマ 拾われた男 LOST MAN FOUND 第1,2話（2022年6月26日、NHK BSプレミアム・ディズニープラス）- FMCモデルウォーク講師 役

### CM
- ユニクロ「ヒートテックインナー」（2007年）- 松田龍平共演
- KIRIN
- TOYOTA
- 長崎県

### 舞台
- 「ダルマ」劇団TEAM-ODAC (2009年：青山円形劇場）
- 「国民傘」作・演出岩松了(2011年：ザ・スズナリ）
- 「ダルマ」再演  劇団TEAM-ODAC (2013年：全労済ホールスペース・ゼロ）

### PV
- MINMI  「西麻布伝説」
- JAZZNEKO「Confusion The Live」
- BOOM BOOM SATELLITES「Lock Me Out」
- ALOHA「China Town」
- キリンジ「祈れ呪うな」
- J.Williams「Never Let Go」

### その他
- 「尾崎豊 15年目のアイラブユー」（2007年 NHK）司会アシスタント
- ミルボン「ISM - 創業50周年記念映像」（2010年 御法川修監督）
- ジョン・カサヴェテスドキュメンタリー ナレーション (2014年)
- 夢のつづき祭りのあと　In a dream AFTER the CARNIVAL 監督(2020年　ラスベガスグローバルフィルムフェスティバルファイナリスト)

## 書籍

### 写真集
- 私の好きな孤独（2008年 松田美由紀撮影 リトルモア） ISBN 4898152384
- 「月刊」シリーズ「月刊 片山瞳」（2008年 藤代冥砂撮影 新潮社）ISBN 978-4-10-790192-7
- 月刊NEO片山瞳 「愛の旅・別れの旅」（2011年 沢渡朔撮影 イーネットフロンティア）
- レスリー・キー 「SUPER TOKYO 」に参加

### DVD
- 「月刊」シリーズ「月刊 片山瞳 -ひかり-」（2009年 松田美由紀監督）
- 月刊NEO 片山瞳 「愛の旅・別れの旅」（2011年 沢渡朔撮影 イーネットフロンティア）

## モデル活動
ファッションショー
- CHANEL
- FENDI
- EMPORIO ARMANI
- HUGO BOSS
- JUNKO KOSHINO
- KEITA MARUYAMA
- LIMI feu
- KANSAI YAMAMOTO

広告
- HYSTERIC GLAMOUR
- ROLEX
- VALENTINO
- GUCCI
- BENETTON
- Shiseido
- Levi's
- docomo
- VIVRE
- PARCO
- 丸井
- 高島屋
- Panasonic

雑誌
- 流行通信 　
- anan　　　　　 　
- Spring
- SEDA　
- MAQUIA
- GINGER
- LUIRE
- mini
- hanako
- Figaro japon
- High Fashion